# 八束愛
八束 愛（やつか あい、1975年10月3日 - ）は、埼玉県出身の元子役。

## 人物
1980年代、テレビドラマを中心に出演。1983年には「スーパー戦隊シリーズ」『科学戦隊ダイナマン』（ANB）、1989年には「びんびんシリーズ」『教師びんびん物語II』（CX）にレギュラー出演。
2012年、『ダイナマン』で共演した萩原佐代子のブログにて結婚したことが公表された。

## 出演作品

### テレビドラマ
- 旅がらす事件帖 第2話「明日は何処のみだれ雲」（1980年、KTV）
- 噂の刑事トミーとマツ 第2シリーズ 第40話「マツも仰天 空飛ぶトミー」（1982年、TBS）
- 科学戦隊ダイナマン（1983年 - 1984年、ANB） - エミ
- 事件記者チャボ! 第9話「おかしな、おかしなチャボの初夢…」（1985年、NTV）
- 大河ドラマ / 春の波涛（1985年、NHK） - 野島イト
- のン姉ちゃん・200W（1985年、NTV） - 岩井麻美
- 麗しき北の神々（1988年、NHK）
- 教師びんびん物語II（1989年、CX）
  - 教師びんびん物語スペシャル（1989年）
- 天使のように生きてみたい 第7話「女医への反乱」（1992年、TBS）